# 우네비 (방호순양함)
우네비(畝傍)는 일본 제국 해군의 방호순양함이다. 1886년, 프랑스에서 건조되어 일본에 회항하는 도중에 남중국해에서 실종되었다. 함 이름은 나라현의 우네비 산으로부터 딴 것이다. 공식적인 함 이름은 ‘우네비 함’이다.

## 개요
다가오고 있는 청나라와의 전쟁에 대비해 해군경 가와무라 스미요시에 의해 발의된 군함 선박 증강 건의로 구매된 대형 철갑함 3척 중 1척이다. (다른 2척은 영국제인 나니와, 다카치호). 외관은 다소 구식으로 3장 버크형 기범선이지만, 방호갑판을 위주로 방어한 어엿한 방호함이다. 기관 항행 시의 최대 속력은 18.5노트이며, 갑판에 24cm포 4문, 15cm포 7문, 35.6cm 수상 어뢰발사관 4문을 갖추고 있다. 1884년 비용으로 153만엔으로 프랑스의 「포르제 샹티에르 드 라 지롱드)(지중해 철공 조선소의 뜻)의 르아브르 조선소에 발주했다.
우네비는 1886년 10월 19일에 프랑스인 함장 르페브르의 지휘 하에 북프랑스 르아브르에서 일본으로 향해 출항했다. 메시무레 해군 대위 이하 회항 임무를 맡은 일본 해군 장병과 주일 프랑스인의 가족을 태우고 조선소에서 고용한 프랑스인 승무원 70여명의 태우고 회항 중 12월에 기항지인 싱가포르를 출항한 후 남중국해 해상에서 실종된다. 소식을 알만한 단서는 전혀 없었고, 수수께끼의 실종이 되었다. 전체 승객 승무원 총 90명의 소식은 아직 불분명하다.
일본은 군함의 회항에 보험을 들었으며, 124만 5천 3백 엔의 보험금을 받았기 때문에 우네비의 대체함으로 보호함 ‘지요다’를 영국에 주문했다.
또한 일본은 우네비의 건조비의 잔액을 지불할 필요가 없었지만, 프랑스는 잔액을 회수하기 위해, 어뢰포함 ‘쿠릴’을 건조했다. 그러나 ‘쿠릴’도 회항 중 영국 선박과 충돌하여 조난을 당했다.(쿠릴함 사건)
‘우네비’라는 이름은 이 함이 처음이었지만, 재수없는 사고 선박이라는 이유로 이후 함 이름을 지을 때 이어지지 않았기 때문에 단 1척, 1대만이 보유한 이름이 되었다.

## 참고자료
- 일본순양함사 (『世界の艦船』2012년 1월호 증간, 海人社)